# Trick Daddy
Trick Daddy (Maurice Young, Miami, 1973) es un rapero del sur también conocido como Trick Daddy Dollars o T Double D. Creció en Liberty City, una de las peores zonas de Miami.

## Biografía
La primera aparición del rapero fue en la canción "Scarred" del conocido grupo 2 Live Crew en 1996. Los productores de Atlantic records decidieron entonces darle una oportunidad y le concedió un contrato con Warlock Records, de esto salió su primer álbum lanzado en 1997; Based on a True Story. El álbum no caló en el público en general, pero fue muy popular en Miami.
Daddy entonces fue enviado a la coproductora de Warlock Slip- N-Slide, la cual (al ser una productora más centrada en Miami) tenía más influencia en artistas del sur. Está le ofreció contrato por un álbum, el cual sacaría al año siguiente bajo el nombre de www.thug.com. Este álbum ya obtuvo mayor éxito nacional, por lo que Daddy firmó un contrato de larga duración con Slip-N-Slide.
Sus tres siguientes álbumes fueron éxitos nacionales y sus canciones fueron muy famosas en clubes y bares, con los sencillos Nann Nigga y Shut Up, en 1999 y 2000, y más adelante con Take It To Da House y I'm A Thug. Pero fue el álbum del 2004 Thug Matrimony: Married To The Streets el que le lanzó definitivamente a la fama, llegando al número 2 en los EE. UU.. En él se incluían los éxitos Sugar (Gimme Some), junto a Ludacris, Lil' Kim y Cee-Lo y Let's Go con Twista y Lil' Jon, el cual versionaba la canción Crazy train de Ozzy Osbourne.
Su siguiente álbum fue Back By Thug Demand, el cual bajo en ventas, los sencillos fueron Bet That y Tuck Ya Ice. 
En 2008 se marchó de Slip-N-Slide Records a su propia productora independiente Dunk Ryders Records.
En 2009 comenzó un feudo con el rapero Rick Ross debido a que hace relativamente poco se descubrió que Ross era hace tiempo un oficial de policía. Este molestó mucho Daddy ya que han sido amigos durante largo tiempo y colaboran mucho en sus canciones. Entonces Ross imitó a Daddy por el asunto ese del "lupus".
Está todavía planeando sacar su siguiente disco, el cual llevaría el nombre de www.thug.com2, en referencia a su álbum de 1998. Actualmente se dedica a actuar en clubes y locales especializados del surestes del país.
El 3 de abril del 2014 fue detenido con los cargos de posesión de drogas (un gramo de cocaína) y posesión de arma ilegal (una pistola 9mm), también se le acusó de tener su licencia de conducir caducada. Salió de prisión al día siguiente tras pagar una fianza de 6.100 dólares.

## Discografía

### Álbumes
| Año  | Título | Posición | Posición | Posición | RIAA Certificación |
| Año  | Título | U.S.     | U.S. R&B | U.S. Rap | RIAA Certificación |
| ---- | --- | -------- | -------- | -------- | ------------------ |
| 1997 | Based on a True Story - Primer álbum de estudio - Lanzado: 29 de julio de 1997 - Warlock Records/Slip-n-Slide Records                    | —        | 59       | —        | —                  |
| 1998 | www.thug.com - Segundo álbum de estudio - Lanzado: 22 de septiembre de 1998 - Warlock Records/Slip-n-Slide Records                       | 30       | 7        | —        | Oro                |
| 2000 | Book of Thugs: Chapter AK Verse 47 - Tercer álbum de estudio - Lanzado: 15 de febrero de 2000 - Slip-n-Slide Records/Atlantic Records    | 26       | 8        | —        | Oro                |
| 2001 | Thugs Are Us - Cuarto álbum de estudio - Lanzado: 20 de marzo de 2001 - Slip-n-Slide Records/Atlantic Records                            | 4        | 2        | —        | Platino            |
| 2002 | Thug Holiday - Quinto álbum de estudio - Lanzado: 6 de agosto de 2002 - Slip-n-Slide Records/Atlantic Records                            | 6        | 2        | —        | Oro                |
| 2004 | Thug Matrimony: Married to the Streets - Sexto álbum de estudio - Lanzado: 26 de octubre de 2004 - Slip-n-Slide Records/Atlantic Records | 2        | 1        | 1        | Oro                |
| 2006 | Back by Thug Demand - Séptimo álbum de estudio - Lanzado: 19 de diciembre de 2006 - Slip-n-Slide Records/Atlantic Records                | 48       | 10       | 5        | —                  |
| 2009 | Finally Famous: Born a Thug, Still a Thug - Octavo álbum de estudio - Lanzado: 15 de septiembre de 2009 - Dunk Ryders Records            | 34       | 9        | 6        | —                  |
| TBA  | www.thug.com2 - Noveno álbum de estudio - Lanzado: TBA - Dunk Ryders Records                                                             | —        | —        | —        | —                  |

## Sencillos
| Año  | Título                                                         | Posición   | Posición | Posición | Álbum                                     |
| Año  | Título                                                         | US Hot 100 | U.S. R&B | U.S. Rap | Álbum                                     |
| ---- | -------------------------------------------------------------- | ---------- | -------- | -------- | ----------------------------------------- |
| 1997 | "Based on a True Story, Pt. 1" / "Based on a True Story Pt. 2" | —          | —        | —        | Based on a True Story                     |
| 1998 | "Nann Nigga" (featuring Trina)                                 | 62         | 20       | 3        | www.thug.com                              |
| 1999 | "Suckin' Fuckin' (AKA Sweatin' Me)" (featuring Co)             | -          | -        | -        | www.thug.com                              |
| 1999 | "Shut Up" (featuring Trina & Deuce Popitto)                    | 83         | 25       | 20       | Book of Thugs: Chapter AK Verse 47        |
| 2001 | "Take It To Da House"                                          | 88         | 23       | 20       | Thugs Are Us / Osmosis Jones BSO          |
| 2001 | "I'm a Thug"                                                   | 17         | 8        | 16       | Thugs Are Us                              |
| 2002 | "In Da Wind"                                                   | 70         | 2        | 1        | Thug Holiday                              |
| 2002 | "Thug Holiday"                                                 | 87         | 40       | 20       | Thug Holiday                              |
| 2004 | "Let's Go" (featuring Lil Jon & Twista)                        | 7          | 10       | 4        | Thug Matrimony: Married to the Streets    |
| 2005 | "Sugar (Gimme Some)" (featuring Cee-Lo, Ludacris & Lil Kim)    | 20         | 36       | 87       | Thug Matrimony: Married to the Streets    |
| 2006 | "Bet That" (featuring Chamillionaire & Gold Rush)              | 104        | 66       | -        | Back by Thug Demand                       |
| 2007 | "Tuck Ya Ice" (featuring Birdman)                              | -          | 90       | -        | Back by Thug Demand                       |
| 2008 | "I'm The Realest" (featuring KC)                               | —          | —        | —        | Finally Famous: Born a Thug, Still a Thug |
| 2009 | "Why They Jock" (featuring Ice "Billion" Berg & Murk Camp)     | —          | —        | —        | Finally Famous: Born a Thug, Still a Thug |

### Colaboraciones
| Año  | Canción                                                                                               | U.S. Hot 100 | U.S. R&B | U.S. Rap | Álbum                 |
| ---- | --- | ------------ | -------- | -------- | --------------------- |
| 2003 | "Still Ballin'" (Tupac featuring Trick Daddy)                                                         | 69           | 31       | 15       | Better Dayz           |
| 2003 | "Round Here" (Memphis Bleek featuring Trick Daddy & T.I.)                                             | —            | 53       | —        | M.A.D.E.              |
| 2004 | "What's Happenin'" (Ying Yang Twins featuring Trick Daddy)                                            | 30           | 24       | 9        | Me & My Brother       |
| 2006 | "Born-N-Raised" (DJ Khaled featuring Trick Daddy, Pitbull & Rick Ross)                                | —            | 83       | —        | Listennn... the Album |
| 2007 | "I'm So Hood" (DJ Khaled featuring T-Pain, Trick Daddy, Rick Ross & Plies)                            | 19           | 9        | 5        | We the Best           |
| 2008 | "Out Here Grindin'" (DJ Khaled featuring Akon, Rick Ross, Plies, Lil' Boosie, Ace Hood & Trick Daddy) | 38           | 32       | 17       | We Global             |

### Apariciones especiales
| Título                       | Año  | Otros artistas                                             | Álbum                                  |
| ---------------------------- | ---- | ---------------------------------------------------------- | -------------------------------------- |
| "O.K."                       | 2000 | Torrey Carter, Petey Pablo, Missy Elliott                  | The Life I Live                        |
| "Off the Chain Wit It"       | 2000 | Trina                                                      | Da Baddest Bitch                       |
| "I Don't Need You"           | 2000 | Trina                                                      | Da Baddest Bitch                       |
| "I Luv"                      | 2001 | Too Short, Scarface, Daz Dillinger                         | Chase the Cat                          |
| "Play No Games"              | 2002 | Lil' Jon, Fat Joe, Oobie                                   | Kings of Crunk                         |
| "Melting Pot"                | 2004 | Pitbull                                                    | M.I.A.M.I.                             |
| "Stand Up"                   | 2004 | T.I., Lil' Wayne, Lil' Jon                                 | Urban Legend                           |
| "Pussy M.F.'s"               | 2005 | Boyz n da Hood                                             | Boyz n da Hood                         |
| "Last of a Dying Breed"      | 2005 | Young Jeezy, Young Buck, Lil' Will                         | Let's Get It: Thug Motivation 101      |
| "Stay Fly (Remix)"           | 2005 | Three 6 Mafia, Slim Thug, Project Pat                      | Most Known Unknown                     |
| "I'm Sprung 2"               | 2005 | T-Pain, YoungBloodZ                                        | Rappa Ternt Sanga                      |
| "Born N Raised"              | 2006 | DJ Khaled, Pitbull, Rick Ross                              | Listen... the Album                    |
| "I'm So Hood"                | 2007 | DJ Khaled, Rick Ross, Plies, T-Pain                        | We the Best                            |
| "I'm From the Ghetto"        | 2007 | DJ Khaled, Dre, The Game, Jadakiss                         | We the Best                            |
| "Bitch I'm From Dade County" | 2007 | DJ Khaled, Trina, Rick Ross, Brisco, Flo Rida, C-Ride, Dre | We the Best                            |
| "Dukey Love"                 | 2007 | Pitbull, Fabo                                              | The Boatlift                           |
| "I Ain't Fucking Wit U!"     | 2007 | Young Buck, Snoop Dogg                                     | Buck the World                         |
| "Never Tell"                 | 2007 | Plies                                                      | The Truth Hurts                        |
| "Tuck Ya Ice"                | 2007 | Plies                                                      | The Truth Hurts                        |
| "Gutta"                      | 2008 | Ace Hood                                                   | Gutta                                  |
| "Luxury Tax"                 | 2008 | Rick Ross, Lil' Wayne, Young Jeezy                         | Trilla                                 |
| "I'm Fresh"                  | 2009 | DJ Drama, Mike Jones, Rick Ross                            | Gangsta Grillz: The Album (Vol. 2)     |
| "Ride Wit Me"                | 2010 | Young Jeezy, Scarface                                      | Trap or Die 2                          |
| "This One's For You"         | 2011 | Young Jeezy                                                | Thug Motivation 103: Hustlerz Ambition |